# Bueskytten (statue)
Bueskytten (tysk: Der Bogenschütze) er en skulptur i bronze udført af den tyske billedhugger Ernst Moritz Geyger. 
Bueskytten er Geygers mest kendte værk. Originalen fra 1895 er næsten fire meter høj og støbt i bronze i 1900 og købt af den tyske kejser Wilhelm II til at pryde parken ved Sanssouci i Potsdam. Geyger støbte fire andre i 1902; de findes i Dresden, Hannover, Ludwigshafen og på Østerbro Stadion i København i aksen mod Østerbrogade.
I forbindelse med opførelsen af Idrætshuset i 1912 købte brygger Carl Jacobsen en af de fire afstøbninger, og den blev opstillet på Østerbro Stadion i 1913 sammen med fem andre skulpturer. I 2009 blev de seks statuer, Idrætshuset med dets stakit, portpiller og porte mod pladsen fredet.